# Kayky Brito
Kayky Fernandes de Brito, lepiej znany jako Kayky Brito (ur. 6 października 1988 w São Paulo) – brazylijski aktor telewizyjny i filmowy.
Urodził się w São Paulo. Wychowywał się wraz ze starszą siostrą Sthefany Fernandes de Brito (ur. 19 czerwca 1987). Mając dziewięć lat brał udział w reklamach w São Paulo. Debiutował na scenie jako Caloca w spektaklu muzycznym Marcelo Marmelo Martelo (1998).
W 2012, w wieku 23 lat, został poproszony o zagranie Jezusa Chrystusa w 16. inscenizacji Męki Pańskiej w São Paulo, przed 30 tys. widzów.

## Filmografia

### Seriale TV
- 2000: Chiquititas jako Fabrício
- 2002: O Beijo do Vampiro jako Zeca
- 2003: Chocolate com Pimenta jako Bernadete / Bernardo Canto e Mello
- 2004: Começar de Novo jako Betinho (Beto Gautama Silveira)
- 2004: A Diarista jako Duda
- 2005: Alma Gêmea jako Gumercindo
- 2006: Cobras & Lagartos jako Nicolas Salgado Munhoz
- 2007: Sete Pecados jako Xonga
- 2008:  Três Irmãs jako Paulinho (Paulo Fernando Vulgo)
- 2010:  Passione jako Sinval Gouveia
- 2013: Malhação jako Ricardão
- 2014: Alto Astral jako Israel Pereira

### Filmy fabularne
- 2003: Xuxa Abracadabra jako Gato de Botas
- 2003: Piotruś Pan jako Piotruś Pan (głos)
- 2004: Remissão jako Augusto
- 2005: O Senhor dos Ladrões jako Scipio (głos)
- 2009: Dores, Amores e Assemelhados jako Gus
- 2010: Desenrola jako Rafa
- 2011: Incognita jako Bruno
- 2012: Finding Josef jako Nelsinho